# Ясько, Алексей Андреевич
Алексе́й Андре́евич Ясько́ (укр. Олесь Ясько) — украинский скрипач, директор и исполнитель Национального ансамбля солистов «Киевская камерата». Заслуженный артист Украины (1996). Народный артист Украины (2011). Лауреат I премии на Всеукраинском конкурсе скрипачей им. Н. В. Лысенко (1979). Гастролировал в более чем 60 странах мира.

## Биография
Алексей Андреевич Ясько родился в семье Андрея Штогаренко. Окончил Киевскую консерваторию им. П. И. Чайковского, где учился игре на скрипке у таких учителей как О. Пархоменко и Б. Которовича. В 1979 году Алексей Ясько выиграл I премию на Всеукраинском конкурсе скрипачей им. Н. В. Лысенко.

## Концерты
- 16 марта 2012 года выступал в Концертном зале Национального союза композиторов Украины.
- 19 июня 2013 года в Государственном Большом концертном зале им. С. Сайдашева в Казани[4].
- 21 марта 2014 года в Большом зале Херсонского музыкального училища в г. Херсон[5]
- 11 мая 2014 год в Большом зале Национальной музыкальной академии Украины им. П. И. Чайковского прошёл концерт Нины Митрофановны Матвиенко, в сопровождении Национального ансамбля солистов «Киевская камерата».

## Звания
- Народный артист Украины (24.06.2011).
- Заслуженный артист Украины (22.08.1996).